# Le Droit Humain (Luxemburg)

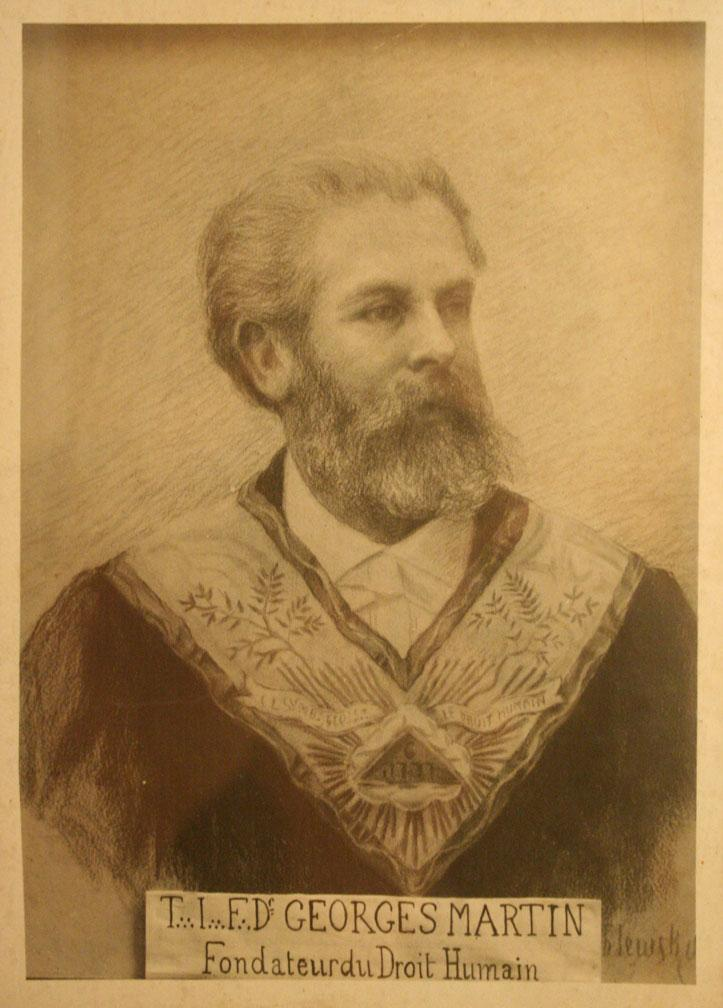
Georges Martin

De Luxemburgse pioniersloges van Le Droit Humain  vormen de Luxemburgse vertegenwoordiging van de Internationale Orde der Gemengde Vrijmetselarij 'Le Droit Humain', een internationale maçonnieke obediëntie oftewel koepelorganisatie van gemengde vrijmetselaarsloges.  
De grondlegger van de orde was de Franse arts en politicus Georges Martin (1844 - 1916). In 1893 werd door hem, samen met de schrijfster en voorvechtster voor vrouwenrechten Maria Deraismes (1828 - 1894), in Frankrijk de gemengde obediëntie 'Le Droit Humain' opgericht. In 1901 werd de obediëntie internationaal. Anno 2020 waren vanuit 60 landen loges aangesloten bij de internationale obediëntie, met gezamenlijk meer dan 32.000 mannelijke en vrouwelijke leden.  
De eerste loge in Luxemburg werd in 1982 opgericht. Anno 2025 kent Le Droit Humain twee pioniersloges in Luxemburg, beide met zetel in Luxemburg-stad. 
- loge nummer 1327, L'Arbre et le Crystal (1982).
- loge nummer 1944, Libertas Labor Lux (2011)

## Structuur
De Internationale Orde 'Le Droit Humain' kent van oudsher drie organisatievormen:
- Als in een land nog geen loge werkzaam is, is de eerste loge die daar wordt opgericht de pioniersloge. Deze staat onder direct gezag van de Opperraad van de Internationale Orde, statutair gevestigd in Frankrijk.
- Als er meer dan een maar minder dan vijf loges werkzaam zijn in een land, met minimaal 30 leden, is er sprake van een jurisdictie. Deze staat onder gezag van een gedelegeerde van de Opperraad.
- Bij meer dan vijf loges en meer dan 120 leden wordt een federatie gevormd. Deze kan - binnen de grenzen van de grondwet van de Internationale Orde - autonome beslissingen nemen over werkwijze en structuur.

Doordat de in Luxemburg aanwezige pioniersloges samen geen jurisdictie vormen, wijkt deze situatie af van de normaliteit binnen Droit Humain. In totaal zijn er ca. 50 leden. Omdat Le Droit Humain in Luxemburg daarmee numeriek te klein is voor een volwaardige werking is zij afhankelijk van de Belgische federatie, de Franse federatie en de Duitse jurisdictie hiervoor.

## Ritus en graden
Wereldwijd - zo ook in Luxemburg -  werkt de Internationele Orde 'Le Droit Humain' in de basisgraden van leerling, gezel en meester overwegend volgens het rituaal - de uitwerking van een ritus - wat werd opgesteld door Georges Martin in 1895. Dit wordt ook wel het zogeheten 'Referentie rituaal' of Tuileur Général genoemd en is.gebaseerd is op het seculiere rituaal van de Aloude en Aangenomen Schotse Ritus.
Le Droit Humain in Luxemburg werkt daarnaast ook in de hogere graden van de Schotse Ritus in afzonderlijke vervolmakingsloges, kapittels, areopagi en een consistorie.  